# Chihuahuanus bilineatus
Espèce
Synonymes
- Vaejovis bilineatus Pocock, 1898
- Hoffmannius bilineatus (Pocock, 1898)

Chihuahuanus bilineatus est une espèce de scorpions de la famille des Vaejovidae.

## Distribution
Cette espèce est endémique du Mexique. Elle se rencontre au Tamaulipas, au Nuevo León, au Coahuila, au San Luis Potosí et en Aguascalientes.
Sa présence au Guanajuato est incertaine.

## Description
La femelle holotype mesure 25 mm

## Systématique et taxinomie
Cette espèce a été décrite sous le protonyme Vaejovis bilineatus par Pocock en 1898. Elle est placée dans le genre Hoffmannius par Soleglad et Fet en 2008 puis dans le genre Chihuahuanus par González Santillán et Prendini en 2013.

## Publication originale
- Pocock, 1898 : « The scorpions of the genus Vaejovis contained in the collection of the British Museum. » Annals and Magazine of Natural History, sér. 7, vol. 1, p. 394-400 (texte intégral).